# Букинист
Букинистите (на френски: Les Bouquinistes) са продавачи на стари и антикварни книги, развиващи своята дейност по протежението на кейовете на Сена в Париж. На десния бряг могат да се намерят между моста Мари и кея на Лувъра, а на левия − от кея Турнел до кея Волтер.
Щандовете на букинистите представляват дървени кутии, които задължително трябва да следват образец, определен от градската администрация: дължината не трябва да надвишава 2 метра, ширината 0,75; а височината не бива да надвишава 0,6 метра от страната на Сена и 0,35 метра от страната на кея. Когато щандът е отворен, височината на вдигнатия капак не трябва да превишава 2,1 метра.

## Етимология
Думата bouquiniste идва  от френски: Bouquin — стара книга. Тя се появява за пръв път в речника на Академи франсез през 1789.

## История
Традицията на букинистите започва през XVI век. Постепенно, под натиска на издателите, закон от 1649 г. забранява продажбата на книги и разпъването на щандове на Пон Ньоф. Властите навремето са се страхували да не допуснат търговия с книги, забранени от цензурата. На първоначално гонените амбулантни продавачи постепенно е разрешено отново да упражняват дейността си.
През 1859 г. градските власти дава концесии на места по протежението на кейовете на Сена. Всеки букинист има право на 10 метра от парапета. Букинистите отварят и затварят с изгрева и залеза на Слънцето. През 1930 г. са фиксирани размерите на кутиите.
Днес по кейовете на Сена са разположени 900 кутии, собственост на 240 букинисти. На тях са изложени към 300 000 антикварни книги, списания, пощенски марки и колекционерски карти .

## Разпространение
Парижките букинисти са вдъхновили други световни столици: букинисти се намират и в Отава, Пекин и Токио .